# غريس أميرة موناكو (فلم)
غريس أميرة موناكو (بالإنجليزية: Grace of Monaco) هو فيلم تم إنتاجه في بلجيكا وفرنسا وصدر في سنة 2014. الفيلم من إخراج اوليفيه داهان.

## القصة
يرصد الفيلم السيرة الذاتية للممثلة الأمريكية غريس كيلي. غريس كيلي نجمة هوليود الشهيرة تتزوج من أمير موناكو رينيه الثالث. ولكن تواجه غريس أثناء زواجها الكثير من المشاكل والأزمات. تتأزم حياتها كثيرا بحثا عن هويتها وذاتها وتتفاقم الأمور إلي أبعد حد خاصة بعد نشوب صراع بين زوجها (رينير الثالث) وبين شارل دي جول. فنقطة ارتكاز الأحداث هي فترة الستينات تحديدا. يكشف لنا الفيلم الكثير من الجوانب الخفية لحياة غريس كيلي وحياة عائلتها، بالإضافة إلي كشف النقاب عن الكثير من الجوانب الإنسانية في حياة العائلة الملكية.

## بطولة
- نيكول كيدمان في دور غريس كيلي

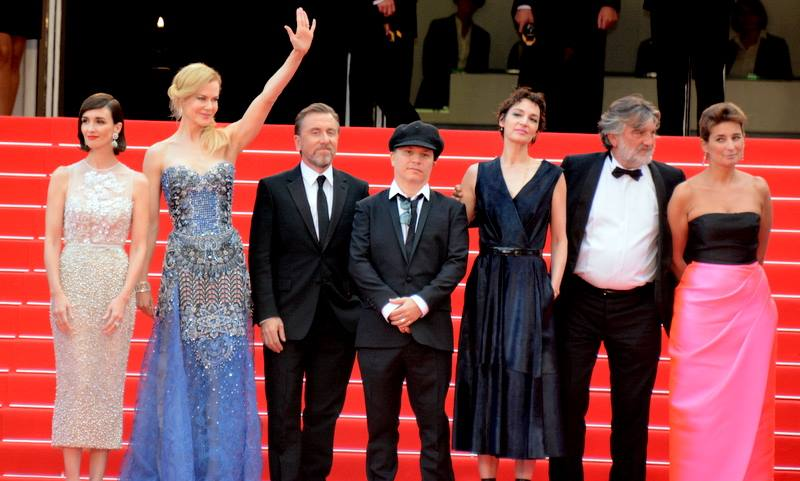
أبطال الفيلم في مهرجان كان السينمائي 2014

- تيم روث في دور الأمير رينيه الثالث
- فرانك لانجيلا في دور الأب فرانسيس تاكر
- باركر بوزي في دور مادج
- ميلو فينتميليا في دور روبر ألان
- باز فيغا في دور ماريا كالاس
- جيرالدين سومرفيل في دور الأميرة أنطوانيت
- ديريك جاكوبي في دور الكونت فرناندو دايليريه
- روبرت ليندسي في دور أرسطو أوناسيس
- نيكولاس فاريل في دور جان-شارل راي
- روجر أشتون غريفيث في دور ألفريد هتشكوك
- إليزابيث كاونسل في دور الأميرة جيسلين
- أوليفييه ريبوردين في دور إيميل بيليتييه
- أندريه بنفيرن في دور شارل ديغول، رئيس فرنسا

## الميزانية والإيرادات
بلغت تكلفة إنتاج الفيلم حوالي 30,000,000 دولار. وحصدت إيرادات قدرها 27,500,000 دولار.

## روابط خارجية
- غريس أميرة موناكو على موقع IMDb (الإنجليزية)
- غريس أميرة موناكو على موقع ميتاكريتيك (الإنجليزية)
- غريس أميرة موناكو على موقع روتن توميتوز (الإنجليزية)
- غريس أميرة موناكو على موقع نتفليكس (الإنجليزية)
- غريس أميرة موناكو على موقع قاعدة بيانات الأفلام العربية
- غريس أميرة موناكو على موقع ألو سيني (الفرنسية)
- غريس أميرة موناكو على موقع Turner Classic Movies (الإنجليزية)
- غريس أميرة موناكو على موقع أول موفي (الإنجليزية)
- غريس أميرة موناكو على موقع بوكس أوفيس موجو (الإنجليزية)
- غريس أميرة موناكو على موقع فيلمافينيتي (الإسبانية)